# Alexander Kristoff
Alexander Kristoff   (Stavanger, 5 de juliol de 1987) és un ciclista noruec, professional des del 2006. Actualment corre a l'equip Uno-X Pro Cycling Team.
Bon esprintador, en el seu palmarès destaquen dos Campionat nacionals en ruta, el 2007 i 2011, la medalla de bronze en la cursa en línia dels Jocs Olímpics de Londres del 2012, i sobretot, la victòria final a la Milà-Sanremo de 2014 i quatre etapes del Tour de França, dues el 2014, una el 2018 i la darrera el 2020, edició en la què va vestir el mallot groc durant una etapa.

## Palmarès
- 2004
  -  Campió de Noruega de critèrium júnior
- 2005
  -  Campió de Noruega de contrarellotge per equips júnior
  - Vencedor d'una etapa del Tour de Lorena junior
- 2007
  -  Campió de Noruega en ruta
- 2008
  -  Campió de Noruega de critèrium
  - Vencedor d'una etapa al Gran Premi Ringerike
- 2009
  -  Campió de Noruega en ruta sub-23
  - Vencedor d'una etapa al Gran Premi Ringerike
- 2011
  -  Campió de Noruega en ruta
- 2012
  - Vencedor d'una etapa als Tres dies de La Panne
  - Vencedor d'una etapa a la Volta a Dinamarca
  -  Medalla de bronze en la cursa en ruta dels Jocs Olímpics de Londres
- 2013
  - Vencedor de 3 etapes a la Volta a Noruega
  - Vencedor d'una etapa a la Volta a Suïssa
  - Vencedor d'una etapa als Tres dies de La Panne i 1r de la classificació per punts
  - Vencedor d'una etapa al Tour dels Fiords
- 2014
  - 1r a la Milà-Sanremo
  - 1r a la Vattenfall Cyclassics
  - 1r al Gran Premi de Frankfurt
  - 1r al Tour dels Fiords i vencedor de 3 etapes
  - Vencedor de 2 etapes al Tour de França
  - Vencedor de 2 etapes a la Volta a Noruega i 1r de la classificació per punts
  - Vencedor de 2 etapes a l'Arctic Race of Norway i 1r de la classificació per punts
  - Vencedor d'una etapa al Tour d'Oman
- 2015
  - 1r al Tour de Flandes
  - 1r al GP Ouest France-Plouay
  - 1r als Tres dies de De Panne-Koksijde i vencedor de 3 etapes i de la classificació per punts
  - 1r al Grote Scheldeprijs
  - 1r al Gran Premi del cantó d'Argòvia
  - Vencedor de 3 etapes al Tour de Qatar
  - Vencedor d'una etapa a la París-Niça
  - Vencedor d'una etapa a la Volta a Suïssa
  - Vencedor d'una etapa al Tour d'Oman
  - Vencedor de 2 etapes al Volta a Noruega
  - Vencedor de 3 etapes al Tour dels Fiords
  - Vencedor d'una etapa a l'Arctic Race of Norway i 1r de la classificació per punts
- 2016
  - 1r al Gran Premi de Frankfurt
  - 1r al Tour dels Fiords i vencedor de 3 etapes
  - Vencedor de 3 etapes al Tour de Qatar
  - Vencedor de 2 etapes al Tour d'Oman
  - Vencedor d'una etapa als Tres dies de De Panne-Koksijde
  - Vencedor d'una etapa a la Volta a Califòrnia
  - Vencedor d'una etapa a l'Arctic Race of Norway
- 2017
  -  Campió d'Europa en Ruta
  - 1r al Gran Premi de Frankfurt
  - 1r al RideLondon Classic
  - Vencedor d'una etapa a l'Étoile de Bessèges
  - Vencedor de 3 etapes al Tour d'Oman
  - Vencedor d'una etapa als Tres dies de La Panne
  - Vencedor d'una etapa a l'Arctic Race of Norway
- 2018
  - 1r al Gran Premi de Frankfurt
  - 1r al Gran Premi del cantó d'Argòvia
  - Vencedor d'una etapa al Tour d'Oman
  - Vencedor d'una etapa a l'Abu Dhabi Tour
  - Vencedor d'una etapa al Tour de França
- 2019
  - 1r a la Gant-Wevelgem
  - 1r a la Volta a Noruega i vencedor d'una etapa
  - 1r al Gran Premi del cantó d'Argòvia
  - Vencedor d'una etapa al Tour d'Oman
  - Vencedor d'una etapa a la Volta a Alemanya
  - Vencedor d'una etapa a la Volta a Eslovàquia
- 2020
  - Vencedor d'una etapa al Tour de França
- 2021
  - Vencedor de 2 etapes a la Volta a Alemanya
- 2022
  - 1r a la Clàssica d'Almeria
  - 1r a la Scheldeprijs
  - 1r a l'Eurométropole Tour
  - Vencedor d'una etapa a la Volta a Noruega
  - Vencedor d'una etapa a la Volta a Alemanya
- 2023
  - Vencedor d'una etapa a la Volta a l'Algarve
  - Vencedor d'una etapa de la Volta a Noruega
- 2024
  - 1r a l'Elfstedenronde
  - 1r a l'Antwerp Port Epic
  - 1r a la Fletxa de Heist
  - Vencedor d'una etapa a la Volta a Noruega
  - Vencedor de 2 etapes de l'Arctic Race of Norway
  - Vencedor de 2 etapes del Tour de Croàcia
- 2025
  - Vencedor d'una etapa a la Volta a Andalusia
  - Vencedor d'una etapa a l'Arctic Race of Norway

### Resultats al Giro d'Itàlia
- 2011. 157è de la classificació general
- 2012. 149è de la classificació general

### Resultats al Tour de França
- 2013. 147è de la classificació general
- 2014. 125è de la classificació general. Vencedor de la 12a i 15a etapa
- 2015. 130è de la classificació general
- 2016. 149è de la classificació general
- 2017. 130è de la classificació general
- 2018. 114è de la classificació general. Vencedor d'una etapa
- 2019. 139è de la classificació general
- 2020. 132è de la classificació general. Vencedor d'una etapa.  Porta el mallot groc durant 1 etapa
- 2022. 102è de la classificació general
- 2023. 134è de la classificació general
- 2024. 131è de la classificació general